# Athies-sous-Laon
Athies-sous-Laon – miejscowość i gmina we Francji, w regionie Hauts-de-France, w departamencie Aisne.
Według danych na styczeń 2014 roku gminę zamieszkiwało 2687 osób, a gęstość zaludnienia wynosiła 174,6 osób/km².